# مقاطعة سيازن
مقاطعة سيازن (بالأذرية: Siyəzən rayonu)‏ هي إحدى مقاطعات أذربيجان. يقدر عدد سكانها بـ 38,400 نسمة ومساحتها 700 كم2 .